# Triumph Tiger 800
 (juin 2024).
La mise en forme du texte ne suit pas les recommandations de Wikipédia : il faut le « wikifier ».
Les points d'amélioration suivants sont les cas les plus fréquents. Le détail des points à revoir est peut-être précisé sur la page de discussion.
- Les titres sont pré-formatés par le logiciel. Ils ne sont ni en capitales, ni en gras.
- Le texte ne doit pas être écrit en capitales (les noms de famille non plus), ni en gras, ni en italique, ni en « petit »…
- Le gras n'est utilisé que pour surligner le titre de l'article dans l'introduction, une seule fois.
- L'italique est rarement utilisé : mots en langue étrangère, titres d'œuvres, noms de bateaux, etc.
- Les citations ne sont pas en italique mais en corps de texte normal. Elles sont entourées par des guillemets français : « et ».
- Les listes à puces sont à éviter, des paragraphes rédigés étant largement préférés. Les tableaux sont à réserver à la présentation de données structurées (résultats, etc.).
- Les appels de note de bas de page (petits chiffres en exposant, introduits par l'outil «  Source ») sont à placer entre la fin de phrase et le point final[comme ça].
- Les liens internes (vers d'autres articles de Wikipédia) sont à choisir avec parcimonie. Créez des liens vers des articles approfondissant le sujet. Les termes génériques sans rapport avec le sujet sont à éviter, ainsi que les répétitions de liens vers un même terme.
- Les liens externes sont à placer uniquement dans une section « Liens externes », à la fin de l'article. Ces liens sont à choisir avec parcimonie suivant les règles définies. Si un lien sert de source à l'article, son insertion dans le texte est à faire par les notes de bas de page.
- La présentation des références doit suivre les conventions bibliographiques. Il est recommandé d'utiliser les modèles {{Ouvrage}}, {{Chapitre}}, {{Article}}, {{Lien web}} et/ou {{Bibliographie}}. Le mode d'édition visuel peut mettre en forme automatiquement les références.
- Insérer une infobox (cadre d'informations à droite) n'est pas obligatoire pour parachever la mise en page.

Pour une aide détaillée, merci de consulter Aide:Wikification.
Si vous pensez que ces points ont été résolus, vous pouvez retirer ce bandeau et améliorer la mise en forme d'un autre article.
Pour un article plus général, voir Triumph Tiger.
La Triumph Tiger 800 est une motocyclette lancée en 2010 par le constructeur britannique Triumph Motorcycles. La version 800 XR est une version destinée à un usage routier, tandis que la 800 XC est davantage conçue pour une utilisation tout-terrain.
La Triumph Tiger 800 a été remplacée en 2020 par la Triumph Tiger 900.

## Différences entre les modèles
Il existe un certain nombre de différences entre les deux modèles XR et XC. La XR possède des jantes en alliage de 19 et 17 pouces, tandis que la XC est offerte avec des roues à rayons de respectivement 21 et 17 pouces.
Le Tiger 800 XC est dotée d'une suspension à débattement plus long à l'avant et à l'arrière. Elle bénéficie aussi de tubes de fourche de 45 mm, contre 43 mm sur le Tiger 800 XR. Le Tiger 800 XR dispose d'une selle réglable de 810 mm, tandis que la selle Tiger 800 XC est plus haute avec 845 mm. La XC a un look tout-terrain plus agressif, intégrant un garde-boue supérieur en forme de bec à l'avant, similaire à la BMW F800GS, une moto rivale de la Tiger. Dans l'ensemble, la XC est plus longue, plus large, plus haute et plus lourde que le XR. Le Tiger 800 XC a été désignée « Meilleur Trail Moyen » pour 2011 par Cycle World.
Les deux modèles partagent la plupart des composants, dont un moteur 3 cylindres, un réservoir de carburant de 19l, un tableau de bord, un cadre en treillis en acier et des freins, dotés de l'ABS en option.

## Première génération (2010-2014)
La première génération se décline en deux modèles, 800XR et 800XC. Tous deux partagent le même chassis et un moteur trois cylindres en ligne, dérivé de la plus petite Triumph Daytona 675. Dans les deux cas, une selle réglable est disponible pour adapter la hauteur sur 20 mm. Les modèles 2011 se reconnaissent à leur cadre tubulaire gris, tandis que les modèles produits de 2012 à 2018 ont un cadre noir, à l'exception des modèles SE (Special Edition) qui ont un cadre et des accessoires rouges.

## Deuxième génération (2015-2016)
En 2015, le Tiger 800 utilise un moteur de deuxième génération avec un accélérateur drive-by-wire autorisant l'ajout d'un contrôle de traction. Selon Triumph, l'économie de carburant de ces modèles est améliorée de 17 %. Certaines versions offrent des barres de protection du moteur, une protection de carter en aluminium, une béquille centrale et une suspension WP avec des fourches avant réglables.

## Troisième génération (2017-2019)
En 2018, Triumph lance une nouvelle génération de Tiger 800 qui bénéficierait, selon le constructeur, de 200 modifications. Six modèles sont issus de deux variantes principales :
- Orienté route : XR (modèle de base), XRx, XRx LOW et XRt avec jantes en alliage d'aluminium et pneu avant de 19" et suspension Showa.
- Trail : XC (modèle de base), XCx et XCA avec roues à rayons et pneu avant de 21" et suspension WP avec débattement plus long.

Toutes les versions ont un ABS déconnectable, deux disques avant de 305 mm et de simples disques de 255 mm à l'arrière. Tous les modèles sont parés d'écrans LCD avec affichage numériques. La version supérieure ajoute des fonctionnalités telles que des lumières à LED, davantage de modes de conduite, des freins avant Brembo, un écran TFT couleur et des poignées et un siège chauffants. Le poids à sec de la version de base XR est de 199 kg à sec, tandis que la version haut de gamme XCA est de 208 kg.
La gamme a été abandonnée après 2019 et a été remplacée en 2020 par la Triumph Tiger 900.